# Composición étnica de Costa Rica
La composición étnica de Costa Rica es la manera en la que se constituye antropológicamente la población de dicho país, caracterizada por una convivencia multiétnica, multicultural, multilingüe, y sincrética. El núcleo primordial del actual pueblo costarricense es resultado de una mezcla pluriétnica procedente de España (colonizadores y sefarditas), el África Subsahariana (negros) y dos áreas indígenas americanas: Mesoamérica e Intermedia, que posteriormente fue enriquecida con una masiva inmigración de españoles, italianos, jamaiquinos, polacos, alemanes, estadounidenses, franceses, gitanos, chinos, coreanos, suecos, griegos, croatas, ingleses, arubianos, rusos y personas provenientes de toda América.
Tras un largo periodo histórico reconociéndose como una sociedad homogénea, actualmente en el primer artículo de la Constitución Política nacional es declarada y salvaguardada la condición de mosaico étnico y pluricultural del país, estipulando que:

Costa Rica es una República democrática, libre, independiente, multiétnica y pluricultural.

De este modo, la heterogénea sociedad costarricense se encuentra distribuida a lo largo de todo el territorio nacional, con porcentajes más elevados en ciertas regiones del país y con la presencia activa y visible de casi todos los grupos étnicos del planeta, así como de todas sus posibles mezclas. Paralelamente, según el último censo nacional llevado a cabo en 2011, un 83 % de la población se declara blanca o mestiza con diversas ascendencias, mientras que existen tres grupos minoritarios de afrodescendientes, indígenas y asiáticos.

## Historia

### Prehispánica

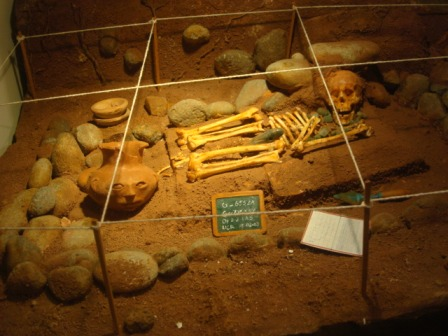
Reconstrucción de tumba indígena precolombina, Museo de Jade

Hay evidencias arqueológicas que permiten ubicar la llegada de los primeros seres humanos a Costa Rica entre 10000 y 7000 a C. En sitios del valle de Turrialba se han hallado áreas de cantera y taller donde se fabricaban herramientas típicas de esa época —puntas de lanza—. Los pobladores de esta época eran bandas nómadas, de unos 20 a 30 miembros de cazadores-recolectores. Además de las especies que hoy siguen existiendo, entre sus presas habituales se hallaban animales de la llamada megafauna, tales como armadillos y perezosos gigantes, mastodontes, etc.
A partir del desarrollo de las culturas mesoamericanas, la parte noroeste del país cayó poco a poco bajo la influencia de aquellas, mientras que el resto pasó a formar parte, gradualmente, del área muisca. Durante el Clásico mesoamericano, los pueblos nicoyanos dejaron de recibir la influencia de esa región por algún tiempo, pero a partir del siglo XIII entraron nuevamente grupos nahuas y chorotegas que provenían del centro y norte de Mesoamérica. Bajo su influencia, Nicoya se constituyó nuevamente como el extremo sur de la región.
Los pueblos del Área Intermedia, por otro lado, comprendían casi todo el territorio costarricense y panameño, el Pacífico ecuatoriano, la costa caribeña de Nicaragua y Honduras, así como amplias extensiones en Colombia y Venezuela. Estos fungieron como un puente entre las culturas mesoamericanas y suramericanas (andinas, amazónicas). A través de ellos se hizo posible el intercambio tecnológico entre ambos subcontinentes que tuvo como consecuencia, entre otras expresiones de sincretismo, el desarrollo de la metalurgia en México y América Central.

### Colonial

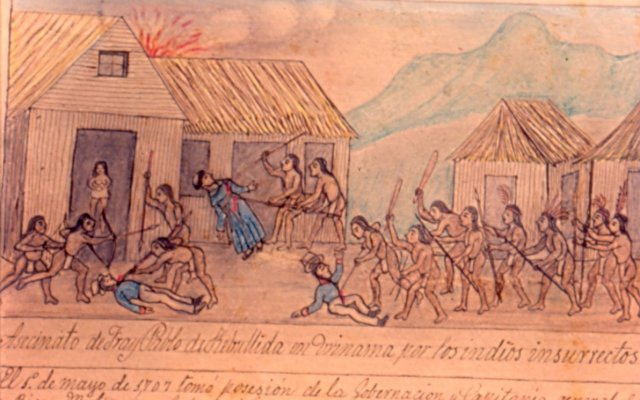
Revuelta de Pablo Presbere.

En el cuarto y último viaje realizado por Cristóbal Colón, el 18 de septiembre de 1502, fue descubierta la costa oriental de Costa Rica (actual Isla Uvita). Años después la Corona española empieza a enviar expedicionarios en 1509, cuando Diego de Nicuesa explora el Caribe costarricense.
Posteriormente en 1522 fue establecido el poblado Villa Bruselas, que se ubicaba cerca de la costa pacífica del país, en los límites de Nicoya (hoy Guanacaste) y luego se fundó la ciudad de Garcimuñoz hacia 1561. Durante este período, en el siglo XVI, los nativos del país fueron conquistados por los españoles; así Costa Rica se convirtió en la provincia o gobernación más meridional del territorio español, ahora llamado Nueva España. A finales de dicha época la capital de la provincia estaba ubicada en la recién fundada ciudad de Cartago.
De esta manera, el mestizaje entre los conquistadores españoles, los indios y los esclavos negros existió, sin embargo el hecho de que la población indígena fuera muy reducida comparada con otras tierras y se redujera aún más con la llegada de los europeos, hizo que dicha mezcla fuese relativamente menos marcada.
Durante cerca de trescientos años, España administró la región como parte de la Capitanía General de Guatemala, bajo un gobernador militar. Con optimismo, los españoles habían llamado a la zona Costa Rica ya que habían encontrado yacimientos de oro y otros minerales de valor en el territorio, sin embargo, viendo que los lugares no eran tan ricos como se pensaba, en comparación a las otras provincias, dicho territorio se dedicó exclusivamente a la agricultura.
Los pequeños terratenientes, en su mayoría españoles, judíos sefardíes y mestizos, relativamente pobres, la falta de mano de obra indígena, la relativa homogeneidad étnica de la población, aunado al aislamiento que tenía con relación a las colonias españolas en México y los Andes, contribuyeron en gran manera en el desarrollo de una sociedad igualitaria. A finales del siglo XVIII, debido al desarrollo agrícola, las autoridades de la Capitanía pusieron atención a la zona, y comenzaron el cultivo del tabaco, el cual se convirtió en un importante producto de exportación. Las exportaciones de tabaco favorecieron la creación de una sociedad más próspera. Durante este tiempo también fue marcado el cultivo del café que se volvió entonces un importante producto de exportación.
Asimismo, en este período se da también la importación de esclavos negros para trabajar en las fincas guanacastecas, misma que implicaría un nuevo mestizaje por la toma de mujeres negras como concubinas. Por otro lado y debido a las posibilidades de negocio agrícola en esta época entran también algunos grupos de franceses, irlandeses, ingleses, italianos, portugueses y suecos.

### Independencia

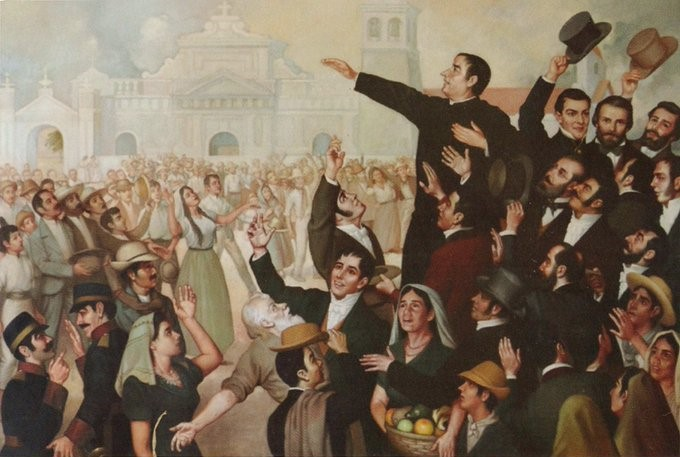
Proclama de la independencia de Centroamérica

En 1821 Costa Rica había alcanzado su Independencia. Presentaba un panorama de población escasa (65.000 habitantes en 1824), asentada en núcleos dispersos en el Valle Central y dedicada a una agricultura de subsistencia. Pero pronto, en la década de 1830 –con la expansión del cultivo cafetalero– el país se articuló tempranamente al mercado mundial y se abrieron nuevas expectativas. Para la década de 1840 y comienzos de los 50, los viajeros extranjeros europeos (en especial italianos y españoles) que pasaban por Costa Rica se quedaban impresionados por la prosperidad general que veían y el desarrollo del mercado interno en relación con el resto de Centroamérica. Hacia 1850 se divisaba con claridad que se había iniciado un proceso de consolidación económica basado en la agricultura cafetalera. Los emigrantes europeos bien podían sentirse atraídos por las promesas de una pequeña y lejana nación en pleno proceso expansivo.
Aunque las provincias recientemente independientes formaron una Federación, desacuerdos de fronteras generaron disputas entre ellas, añadiendo a la región condiciones turbulentas. La región de Nicoya se anexó libremente al país el 25 de julio de 1824 y ahora forma parte de la actual provincia de Guanacaste.
Durante este período el gobierno toma medidas específicas para promover la inmigración europea y estadounidense al país. Empieza a gestarse también el mito de la «blancura» costarricense frente a una Centroamérica mestiza y que fue promovido por las clases dominantes. Pero, junto a los inmigrantes europeos del siglo XIX son atraíados al país también chinos, gitanos, judíos polacos, armenios y árabes del Imperio otomano, al punto que durante la administración del presidente Ascensión Esquivel Ibarra (1902-1906) se prohibió la inmigración de grupos étnicos no blancos.

### SigloXX

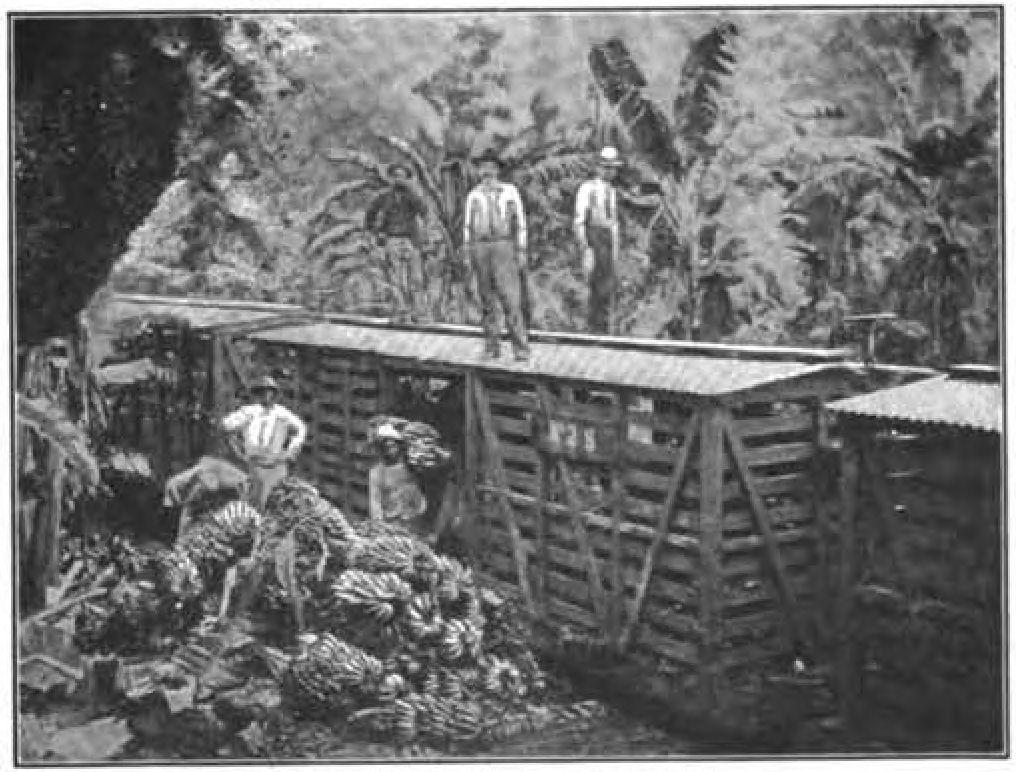
La producción bananera importó trabajadores afrocaribeños

Las restricciones al ingreso de inmigrantes no blancos se levantaron finalmente, especialmente por la necesidad de mano de obra en el Caribe para la United Fruit Company, cuyo clima y ambiente hacían muy difícil la contratación de nacionales. Esto trajo consigo la llegada de nuevos flujos migratorios de chinos, negros caribeños y jamaiquinos. Durante estos años y desde finales del siglo anterior el país recibió también importantes oleadas de europeos, principalmente españoles e italianos (actuales dos grupos étnicos más grandes del país), así como de otras partes del Mediterráneo y los Alpes que serían sumamente importantes para la consolidación de la etnografía costarricense. Además de la migración de judíos polacos que escapaban del antisemitismo exacerbado en Europa. Chinos y jamaiquinos tenían restringida su salida de la provincia de Limón, no así los polacos quienes se extendieron por todo el país, pero pronto se volvieron blanco de la xenofobia y el antisemitismo, hasta entonces poco común en el país. A pesar de la defensa que esgrimió hacia ellos el presidente Ricardo Jiménez Oreamuno, diversos gobiernos nacionalistas sucesores en los años cuarenta, particularmente los de León Cortés Castro y Rafael Ángel Calderón Guardia, tomaron medidas de sanción económica y jurídica hacia estos.
Una de las razones esgrimida por la oposición al gobierno de Rafael Ángel Calderón Guardia fue la situación de los minorías étnicas. El líder opositor José Figueres Ferrer, hijo de inmigrantes catalanes y de pensamiento socialista, había entablado amistad con personas de distintos orígenes étnicos como el descendiente jamaiquino Alex Curling Delisser y el croata étnico Francisco Orlich Bolmarcich y estaba en contra de la desigualdad racial. Tras la revolución que derrocó al gobierno calderonista en 1948 todas las restricciones legales basadas en el racismo fueron abolidas por la Asamblea Nacional Constituyente de 1949, la cual además estableció en sus artículos que todos los costarricenses son iguales ante la ley, y se le dio ciudadanía plena a los negros, chinos e indígenas (aun cuando la integración completa y goce de derechos tomó más tiempo en implementarse, y en el caso de los pueblos indígenas el tema aún es de debate).
Después de las migraciones étnicas de finales del siglo XIX y principios del XX que estabilizaron el panorama racial, durante el siglo XX y XXI serían ahora los inmigrantes latinoamericanos los que representarían el principal reto de integración en la sociedad costarricense. Por su estabilidad política, su ausencia de ejército (abolido por Figueres en 1949) y su situación económica favorable, se convirtió en receptor de migraciones iberoamericanas. Algunos de estos migraban escapando de los conflictos violentos de sus países; centroamericanos en general, colombianos, peruanos, porque eran perseguidos políticos en sus naciones que habían caído bajo dictaduras militares; chilenos, argentinos, uruguayos, españoles, por razones económicas buscando prosperar en el comercio o con nuevas oportunidades laborales; nicaragüenses, mexicanos, dominicanos, ecuatorianos o por ser refugiados políticos; cubanos, venezolanos y hondureños.

## Estudios etnográficos
Varias citas enciclopédicas, académicas, estadísticas y genéticas se han hecho para determinar la composición étnica del individuo costarricense y algunas de ellas muestran coincidencias o contrastes relativos.

### Cualitativos
- El biólogo académico mexicano Francisco Lizcano Fernández, del Centro de Investigación en Química Sustentable de la Universidad Nacional Autónoma de México (UAEM, UNAM) calculó en su obra Composición Étnica de las Tres Áreas Culturales del Continente Americano Al Comienzo Del siglo XXI que el 82 % de los costarricenses serían «criollos», el 15 %, mestizos, un 2 %, afrodescendientes, el 0,8 % amerindio y el 0,2 % asiáticos.[14][15]
- De acuerdo con la Enciclopedia Británica, el 80 % de la población costarricense es de ascendencia predominantemente europea, sobre todo en el Valle Central. El segundo grupo más grande son los mestizos que constituyen un 20 % y minorías de afrodescendientes, amerindios y asiáticos.[16]
- El profesor de lingüística y crítico literario de la Universidad de Washington Eugenio Chang-Rodríguez informa en su libro para estudiantes universitarios estadounidenses (Latinoamérica: su civilización y su cultura) que las personas de origen europeo predominaban en Costa Rica.[17]

### Autopercepción
- La clasificación étnica es una de las consultas que se realiza en los censos nacionales del INEC. Según los datos arrojados por el Censo de 2011, de los 4 301 712 habitantes, 3 597 000 se consideran blancos o mestizos, 44 518 personas se identificaron como negras, 289 209 como mulatas, 124 000 aseguraron ser nicaragüenses, 104 000 indígenas, 9170 chinos y 219781 son de otra o no respondieron.[18]
- En la encuesta de Latinobarómetro de 2007, el 49 % de los costarricenses declaró que era blanco, en tanto que el 21 %, mestizo.[19] Para el informe de Latinobarómetro de 2011, se profundizó aún más el tema étnico, esta vez los costarricenses encuestados fueron 40 % blancos, 31 % mestizos, 17 % mulatos, 4 % amerindios, 3 % negros, 1 % asiáticos y 1 % otra etnia.[20]

## Composición genética
Varios estudios genéticos se han hecho para determinar la herencia genética representativa de la población costarricense, con los siguientes resultados:
| Europeo | Amerindio | Africano | Asiático | Estudio | Año  | Fuente                            |
| ------- | --------- | -------- | -------- | --- | ---- | --------------------------------- |
| 61,0 %  | 30,0 %    | 9,0 %    | —        | (Morera et al, 2003): Gene admixture in the Costa Rican population                                                                | 2003 | PubMed                            |
| 38,1 %  | 49,7 %    | 12,2 %   | —        | (Oliveira, 2008): O impacto das migrações na constituição genética de populações latino-americanas                                | 2008 | Universidad de Brasilia           |
| 66,7 %  | 28,7 %    | 4,6 %    | —        | (Wang et al, 2008): Geographic Patterns of Genome Admixture in Latin American Mestizos                                            | 2008 | Plos One Genetics                 |
| 45,6 %  | 33,5 %    | 11,7 %   | 9,2 %    | (Campos-Sánchez et al, 2013): Ancestry Informative Markers, regional admixture variation in Costa Rica                            | 2013 | Universidad Estatal Wayne         |
| 63,8 %  | 29,9 %    | 6,2 %    | —        | Admixture and genetic relationships of Mexican Mestizos regarding Latin American and Caribbean populations based on 13 CODIS-STRs | 2015 | ScienceDirect                     |
| 49,0 %  | 31,0 %    | 20,0 %   | —        | (Fuerst et al, 2016): Admixture in the Americas: Regional and National Differences                                                | 2016 | Instituto de Investigación Social |

### Regiones
De acuerdo a Morera (2003), la mezcla genética por región es la siguiente:
| Región     | Aporte africano | Aporte amerindio | Aporte europeo |
| ---------- | --------------- | ---------------- | -------------- |
| Atlántica  | 13 %            | 34 %             | 53 %           |
| Central    | 7 %             | 28 %             | 65 %           |
| Chorotega  | 14 %            | 35 %             | 51 %           |
| Sur        | 8 %             | 38 %             | 54 %           |
| Norte      | 7 %             | 27 %             | 66 %           |
| Costa Rica | 9 %             | 30 %             | 61 %           |

Según Wang et al., (2010), la estructura genética de la población noroccidental de Costa Rica:
| Región                 | Aporte africano | Aporte amerindio | Aporte europeo |
| ---------------------- | --------------- | ---------------- | -------------- |
| Chorotega (Guanacaste) | 15 %            | 38 %             | 43 %           |

#### Valle Central
Al ser la región más poblada del país el Valle Central de Costa Rica ha sido un área de estudio genético durante décadas, en la que se han realizado múltiples análisis de la composición mitocondrial de su población aplicando diversas metodologías y marcadores comparativos. Sin embargo, además de su preponderancia demográfica, el factor que más ha contribuido a la investigación constante del Valle Central, frente a otras regiones, es la teoría de que es un aislado genético, originado en su base por un grupo específico de europeos, aborígenes y africanos que creció de forma homogénea y endógama por siglos, sin recibir mayor influencia externa. Esto puede haber sido cierto en la época colonial y a inicios del siglo XIX, sin embargo otros estudios consideran que realmente la población central de Costa Rica no es tan uniforme, ni estuvo tan aislada, especialmente tras los posteriores influjos de inmigración que recibió en muchas de sus ciudades. En todo caso, en medio de este debate científico, varias publicaciones han también ahondado en la diferenciación étnica de esta zona, estableciendo un perfil genético similar al de muchas poblaciones suramericanas, especialmente en el Cono Sur (tanto de Argentina, como Chile y el sur de Brasil) y el Valle de Aburrá colombiano, donde se encuentra la localidad de Medellín con la cual suele haber bastante paridad genética.
- La investigación titulada Social-group identity and population substructure in admixed populations in New Mexico and Latin America, de Healey et al, 2017, realizó una comparación genética en 12 núcleos de población del continente americano, incluyendo al Valle Central de Costa Rica (CVCR). Dicha investigación mostró un composición étnica 72% europea, 25% aborigen y 3% africana para los habitantes centrales del país.[31]
- El estudio genético denominado Geographic Patterns of Genome Admixture in Latin American Mestizos, de Wang et al, 2008, en el que participó la Escuela de Biología de la Universidad de Costa Rica, se refiere a la composición genética del habitante promedio del Valle Central de Costa Rica. Este estudio, realizado utilizando cromosoma X y autosomas para estimar el linaje étnico, realizado en personas del Valle Central, donde se concentra más de la mitad de la población del país, se encontró que el 42,5 % y el 66,7 % de los individuos tenía linaje caucásico por cromosoma X y por autosomas respectivamente, en tanto el linaje amerindio era de 42 % y 28,7 % (usando los mismos métodos) y 15,9 % y 4,6 % para el linaje africano.[23][32]

## Crisol de etnias
| Grupo                 | Población | Porcentaje % |
| --------------------- | --------- | ------------ |
| Blancos o Mestizos    | 3 597 847 | 83.6         |
| Mulatos               | 289 209   | 6.72         |
| Amerindios            | 104 143   | 2.42         |
| Afrocostarricenses    | 45 228    | 1.05         |
| Asiáticos             | 9 170     | 0.21         |
| Ninguna               | 124 641   | 2.90         |
| Otros                 | 36 334    | 0.84         |
| No declarado          | 95 140    | 2.21         |
| Fuente: censo de 2011 |           |              |

Durante la colonia misma llegaron varios italianos, irlandeses, ingleses, franceses y suecos. Luego de la independencia, arribaron más italianos, franceses, estadounidenses y alemanes. Con la construcción del ferrocarril al Caribe, en el último tercio del siglo XIX, llegaron los primeros chinos (muchos de ellos adoptaron apellidos españoles), más italianos y, por supuesto, los afrocaribeños (sobre todo de Jamaica, pero también vinieron del resto del Caribe), quienes lograron resistir las duras condiciones ambientales y humanas del levantamiento de la vía ferroviaria.
A fines del siglo XIX y principios del siglo XX, llegaron aún más italianos, afrocaribeños, alemanes,
españoles, irlandeses, ingleses, franceses, libaneses, turcos, judíos, polacos, filipinos, chinos y daneses.
Es importante destacar el total de inmigrantes registrados. Las personas que provienen de Nicaragua continúan siendo las mayoritarias y representan el 74,37 % del total de inmigrantes residentes. Los grupos migratorios provenientes de Nicaragua iniciaron alrededor de 1927, registrando su mayor pico entre 1995-2000 debido a los conflictos políticos, sociales y económicos de Nicaragua a lo largo de su historia, mientras que los colombianos iniciaron su flujo migratorio a partir del año 2000, estableciéndose como refugiados, debido principalmente a los problemas de inseguridad, narcotráfico, sicariato y guerrillas que azotan a Colombia.

### Inmigrantes
| N.º | País                 | Hab.    |
| --- | -------------------- | ------- |
| 1   | Nicaragua            | 299.340 |
| 2   | Colombia             | 21.787  |
| 3   | El Salvador          | 14.439  |
| 4   | Estados Unidos       | 12.982  |
| 5   | Panamá               | 11.702  |
| 6   | Cuba                 | 5897    |
| 7   | Honduras             | 4020    |
| 8   | Perú                 | 3876    |
| 9   | Hong Kong            | 3365    |
| 10  | México               | 3176    |
| 11  | Guatemala            | 2275    |
| 12  | España               | 2216    |
| 13  | Italia               | 2185    |
| 14  | Alemania             | 1912    |
| 15  | Chile                | 1782    |
| 16  | Argentina            | 1504    |
| 17  | Canadá               | 1444    |
| 18  | Venezuela            | 1415    |
| 19  | Ecuador              | 1303    |
| 20  | República Dominicana | 1126    |
| 21  | Francia              | 895     |
| 22  | Suiza                | 689     |
| 23  | Rusia                | 614     |
| 24  | Países Bajos         | 605     |
| 25  | Brasil               | 558     |
| 26  | Reino Unido          | 533     |
| 27  | Bolivia              | 379     |
| 28  | Uruguay              | 321     |
| 29  | Polonia              | 310     |
| 30  | Bélgica              | 300     |

Particular importancia representan los inmigrantes en la cultura costarricense, que además son el 9 % de la población, y por ende, más incluso que los negros, chinos e indígenas. De acuerdo con datos del INEC en Costa Rica residen cerca de 385.899 personas migrantes, de las cuales 287.000 son nicaragüenses representando el 74,6 % de los inmigrantes. Costa Rica es el país latinoamericano con mayor cantidad de inmigrantes per cápita. Si bien tiene colonias inmigrantes de prácticamente todos los países de Latinoamérica, los más importantes numéricamente son los nicaragüenses, colombianos, salvadoreños y panameños. Estas comunidades preservan sus costumbres, festividades, comidas tradicionales, acentos y celebraciones religiosas por lo que representan grupos étnicos y culturales diferenciados y que aportan a la diversidad del país. Según datos del Tribunal Supremo de Elecciones a 2014 había más de 50.000 extranjeros naturalizados con derecho a votar.

#### Nicaragüenses
La población nicaragüense representa en la actualidad un segmento visible de la sociedad, con cerca de 300 000 habitantes. Las relaciones entre los inmigrantes nicaragüenses y el resto de los costarricenses son complejas y variadas. La asimilación no siempre ha sido fácil y, como en todo país que recibe inmigrantes, la xenofobia penetra en algunas áreas diarias especialmente durante épocas de crisis económica o política, en ocasiones azuzadas por las tensiones políticas y limítrofes entre los dos países.
Las mayores concentraciones de nicaragüenses se dan en zonas fronterizas y en el Valle Central, especialmente San José. Existen poblaciones en condiciones de barrios urbano-marginales como La Carpio y el Triángulo de la Solidaridad con alta cantidad de inmigrantes en situación regular e irregular. También hay comunidades numerosas de nicaragüenses en la zona norte, especialmente en los cantones fronterizos, en algunas comunidades los lazos familiares, sociales y económicos son transfronterizos. Otro aspecto relevante es la existencia de hogares binacionales, donde uno de los dos padres es nicaragüense o donde ambos padres son nicaragüenses pero los hijos son nacidos en Costa Rica y por ende considerados costarricenses de nacimiento según la Constitución; para el año 2000 habría unos 295.456 personas viviendo en hogares binacionales.
Asimismo, el reciente aporte cultural nicaragüense está en las celebraciones religiosas, como La gritería del 7 de diciembre en honor a la patrona nicaragüense de Nuestra Señora de la Inmaculada Concepción y las celebraciones a Santo Domingo de Guzmán, santo patrón de Managua, en agosto. La gastronomía nicaragüense es muy común en Costa Rica por diversos motivos que van desde la creación de sodas y restaurantes atendidos por nicaragüenses hasta el hecho de que un importante segmento de esta población se desempeña en labores domésticas en hogares costarricenses. Así, en Costa Rica se pueden degustar nacatamales, rondón, chicha, pinolillo o güirila.

#### Otros inmigrantes
Por otro lado, en el país existen otras nutridas comunidades provenientes del continente americano, especialmente de los Estados Unidos (cerca de 25.000), Centroamérica (cerca de 15.000 sin contar nicaragüenses) y Colombia (cerca de 20 000). De igual manera, existen otras colectividades muy sustanciales provenientes de México (7500 personas), Argentina (5000 personas), Chile (1782) y —de manera más reciente— Venezuela que registra hasta 19 000 ciudadanos habitando en el país. Asimismo, el país es una de las naciones que recibe más refugiados en América, principalmente del Triángulo Norte de Centroamérica, Colombia, Venezuela y Cuba.
De manera paralela existen grandes comunidades provenientes de Europa, especialmente de España, Italia, Alemania, Francia, Suiza y Rusia. Mientras que de Asia destacan las poblaciones con origen chino, japonés y libanés. Finalmente, desde hace una década existen comunidades de más de 140 países, con presencia de: africanos, antillanos, austriacos, israelíes, polacos griegos, portugueses y turcos, entre muchos otros.